# Christopher Latham
Christopher Latham (ur. 6 lutego 1994 w Bolton) – brytyjski kolarz torowy i szosowy, brązowy medalista torowych mistrzostw świata i Europy.

## Kariera
Pierwszy sukces w karierze osiągnął w 2012 roku, kiedy zdobył dwa medale podczas torowych mistrzostw Europy juniorów w Anadii. Najpierw wywalczył srebrny medal w drużynowym wyścigu na dochodzenie, a następnie zajął drugie miejsce w scratchu. W kategorii elite pierwszy medal wywalczył w 2015 roku, zajmując trzecie miejsce w wyścigu eliminacyjnym podczas mistrzostw Europy w Grenchen. Brązowy medal zdobył także w scratchu na rozgrywanych dwa lata później torowych mistrzostwach świata w Hongkongu. W zawodach tych wyprzedzili go jedynie Polak Adrian Tekliński oraz Niemiec Lucas Liß. Latham startuje także w wyścigach szosowych.